# Paenibacillaceae
A Paenibacillaceae a Bacillales rendbe tartozó, Gram-pozitív baktériumok egy családja. Általában fenéklakó életmódot folytatnak, gyakran peritrich ostorral mozognak.

## Életmódjuk
Elviselik az oxigén jelenlétét, több nemzetségnek (Brevibacillus, Aneurinibacillus) szüksége is van rá (aerob), más nemzetségek, mint a Paenibacillus fakultatív anaerobok. Egyes fajok az oxigén kis mennyiségű jelenlétét képesek csak elviselni, mint a mikroaerob Thermicanus aegypticus. Az optimális hőmérsékletet tekintve a család változatos képet mutat: a Thermicanus és Thermobacillus nemzetségek, ahogy a nevük is sugallja, termofilek, a magas hőmérséklet optimális a növekedésükhöz. A Thermicanus aegypticus hőmérsékleti optimuma 55-60 °C körül van. Ellentétes végletként a Paenibacillus antarcticus pszikrofil (hidegkedvelő), a 10-15 °C-os hőmérsékletet kedveli.
A nitrogén megkötésének képessége (nitrogénfixáció, diazotrófia) a Paenibacillus nemzetségben fordul elő. A légkör elemi nitrogénjét és az ammóniában kötötten található nitrogént képesek megkötni. Az elemi nitrogén a fejlettebb szervezetek számára nem hozzáférhető, csak baktériumok képesek a táplálékláncba bejuttatni, ezért ökológiai szerepük mérhetetlenül fontos.
Például a Paenibacillus brasilensis gyakran található kukoricához kötődve. A baktérium a növény rizoszférájában (a növényi gyökerek által befolyásolt talajrészben) fordul elő. Bár mindkét élőlény számára előnyös az együttélés, a baktériumnak nincs szüksége a növényre a nitrogén megkötéséhez, így szimbiózis helyett inkább szimbiotikus asszociációról beszélhetünk. A Paenibacillus borealis, P. peoria, P. azotofixans és a P. polymyxa szintén képesek a nitrogénfixációra.
A diazotrófia képessége a baktériumok több leszármazási ágában is kialakult. Egyéb diazotróf baktériumok: a Pseudomonadaceae-be sorolt Azotobacter, a Klebsiella (Enterobacteriaceae) és a Frankia alni, egy Gram-pozitív Actinobacteria-faj.
Egyes fajok rovarokat támadnak meg. A Paenibacillus larvae subsp. larvae (syn. Bacillus larvae) okozza a mézelő méhek nyúlós (amerikai) költésrothadását. A betegség jóindulatú változatát, a mézelő méhek enyhébb (európai) költésrothadását az Enterococcaceae családba tartozó Melissococcus plutonius (syn. Melissococcus pluton) okozza. Az enyhébb költésrothadással fertőzött méhkolóniákban a Paenibacillus alvei-t és a Brevibacillus laterosporus-t is megtalálták, ezeknek szintén lehet valamilyen szerepük a betegségben.
A Paenibacillus popilliae felelős a Scarabaeidae bogárlárváinak ún. tejbetegségéért. A Paenibacillus popilliae és a Paenibacillus lentimorbus obligát kórokozók, a természetben kizárólag a bogarakban, spóráikat pedig közelükben, a talajon sikerült megtalálni.

## Rendszerezés
A Paenibacillus nemzetséget a Bacillus nemzetség egyes fajaiból állították fel. Mivel a Bacillus nemzetség korábbi leírása morfológiailag és filogenetikailag (rRNS-analízis alapján) igen különböző fajokat tartalmazott, célszerű volt szétbontani azt. A „Bacillus-polymyxa-group” tagjait 1993-ban távolították el a Bacillus-ból, és különítették el egy Paenibacillus nemzetségbe, majd 2001-ben felállították a Paenibacillaceae családot, a Bacillus a Paenibacillus-hoz közel eső további fajaiból alkotott nemzetségekkel, mint az Aneurinibacillus és Brevibacillus.
A következő nemzetségek tartoznak a családba:
- Ammoniphilus Zaitsev et al. 1998
- Aneurinibacillus Shida et al. 1996 emend. Heyndrickx et al. 1997
- Brevibacillus Shida et al. 1996
- Cohnella Kampfer et al. 2006
- Oxalophagus Collins et al. 1994
- Paenibacillus Ash et al. 1994 emend. Shida et al. 1997
- Thermicanus Gossner et al. 2000
- Thermobacillus Touzel et al. 2000

Egyesek az Ammoniphilus, Aneurinibacillus és Oxalophagus nemzetségeket egy „Aneurinibacillus-csoportba” sorolják. A Paenibacillus-t régebbi publikációk „Bacillus-polymyxa-group” néven tárgyalják.

## Fordítás
- Ez a szócikk részben vagy egészben a Paenibacillaceae című német Wikipédia-szócikk ezen változatának fordításán alapul.  Az eredeti cikk szerkesztőit annak laptörténete sorolja fel. Ez a jelzés csupán a megfogalmazás eredetét és a szerzői jogokat jelzi, nem szolgál a cikkben szereplő információk forrásmegjelöléseként.